# Der heilige Geist greift an
Der heilige Geist greift an ist das zweite Studioalbum der Kassierer aus dem Jahre 1993.

## Hintergrund
Mit „Der heilige Geist greift an“ schlugen die Kassierer die musikalische Richtung ein, die sie immer noch verfolgen. Anstatt reinen Punkrock zu spielen, wurde mit unterschiedlichen Genres experimentiert. Die Texte beziehen ihren Inhalt besonders häufig aus dem Genitalbereich. Der Song „Großes Glied“ handelt beispielsweise von dem „Problem, welches auftritt, wenn man eine 15jährige Freundin hat“, wie im Vorfeld erläutert wird. Daneben gibt es auch bereits die bandtypischen Themen Alkohol („Im Jenseits gibt es kein Bier“), überzeichnete Gewalt („Mit meinem Motor“), das Leben auf der Straße („Abschaum der Nacht“) und Philosophie („Gott hat einen IQ von 5 Milliarden“).
Das Album enthält wie üblich einige Coverversionen:
- „Proll II“, Abwandlung von „Ein Freund, ein guter Freund“ aus dem Film „Die Drei von der Tankstelle“
- „Dr. Martens“, eine Punk-Version von „Jeans on“ (David Dundas)
- „Mädchen von Ipanema“, im Original „The Girl from Ipanema“
- „Weihnachtslied“, rudimentär angelehnt an „Macht hoch die Tür“
- „Haschisch aus Amsterdam“, Bearbeitung von „Tulpen aus Amsterdam“ (Mieke Telkamp)
- „Now or Never“, Abwandlung von „’O sole mio“ in der Elvis-Presley-Version

Im Gegenzug sind auf dem Kassierer-Tribute-Album „Kunst“ einige Songs von anderen Bands gecovert worden, darunter „Großes Glied“ von Mambo Kurt.
Zum Song „Mit meinem Motor“ (teilweise unter dem Titel „Außenbordmotor“ bekannt) existiert auch ein Musikvideo.

## Rezeption
Es erfolgte ein Antrag auf Indizierung des Albums, der jedoch aufgrund des erkennbar satirischen Charakters der Musik abgelehnt wurde.

## Songliste
1. Intro – 0:43
2. Sex mit dem Sozialarbeiter – 2:34
3. Proll II – 1:47
4. Dr. Martens – 1:55
5. Ernsthaftes Lied – 0:18
6. Mädchen von Ipanema – 2:34
7. Weihnachtslied – 0:12
8. Im Jenseits gibt es kein Bier – 1:03
9. U.F.O. – 3:11
10. Klagegesang einer Katze – 1:38
11. USA 1996: Emerson Brady – Der erste Mensch auf der Sonne – 3:44
12. Großes Glied – 3:20
13. Abschaum der Nacht – 2:32
14. Die Scheide von Kristiane Backer – 0:53
15. Die Kassierer, was ist das eigentlich? – 0:40
16. Stinkmösenpolka – 0:37
17. Haschisch aus Amsterdam – 1:31
18. Mit meinem Motor – 3:37
19. Scheiß System – 0:09
20. Tot, tot, tot II – 2:03
21. Gott hat einen IQ von 5 Milliarden – 3:00
22. Now or Never – 1:32